# Rabdomiolisi da sforzo
La rabdomiolisi da sforzo (ER, exertional rhabdomyolysis in inglese) è la rottura dei muscoli dovuta a uno sforzo fisico estremo. È uno dei molti tipi di rabdomiolisi che possono verificarsi e per questo l'esatta prevalenza e incidenza non sono chiare.

## Cause
È più probabile che si verifichi una ER quando si esegue un intenso esercizio fisico a temperature e umidità elevate. Anche i livelli di idratazione insufficienti prima, durante e dopo faticosi periodi di attività fisica possono portare a ER. Questa condizione, i suoi segni e sintomi non sono ben noti nella comunità dello sport e del fitness e per questo si ritiene che l'incidenza sia maggiore ma fortemente sottostimata.
I rischi che portano al pronto soccorso comprendono l'esercizio in condizioni calde e umide, un'idratazione inadeguata, un recupero inadeguato tra periodi di allenamento, un intenso allenamento fisico e una preparazione fisica inadeguata per iniziare allenamenti ad alta intensità. La disidratazione è uno dei maggiori fattori che possono dare un feedback quasi immediato dal corpo producendo urine di colore molto scuro.

## Meccanismo

### Anatomia
La rabdomiolisi da sforzo deriva da un danno alle proteine intercellulari all'interno del sarcolemma. La miosina e l'actina si degradano nei sarcomeri quando l'ATP non è più disponibile a causa di lesioni al reticolo sarcoplasmatico. I danni al sarcolemma e al reticolo sarcoplasmatico, dovuti a trauma diretto o produzione di forza elevata, provocano un elevato afflusso di calcio nelle fibre muscolari, aumentando la permeabilità del calcio. Gli ioni calcio si accumulano nei mitocondri, compromettendo la respirazione cellulare. I mitocondri non sono in grado di produrre abbastanza ATP per alimentare correttamente la cellula. La riduzione della produzione di ATP compromette la capacità delle cellule di estrarre il calcio dalle cellule muscolari.

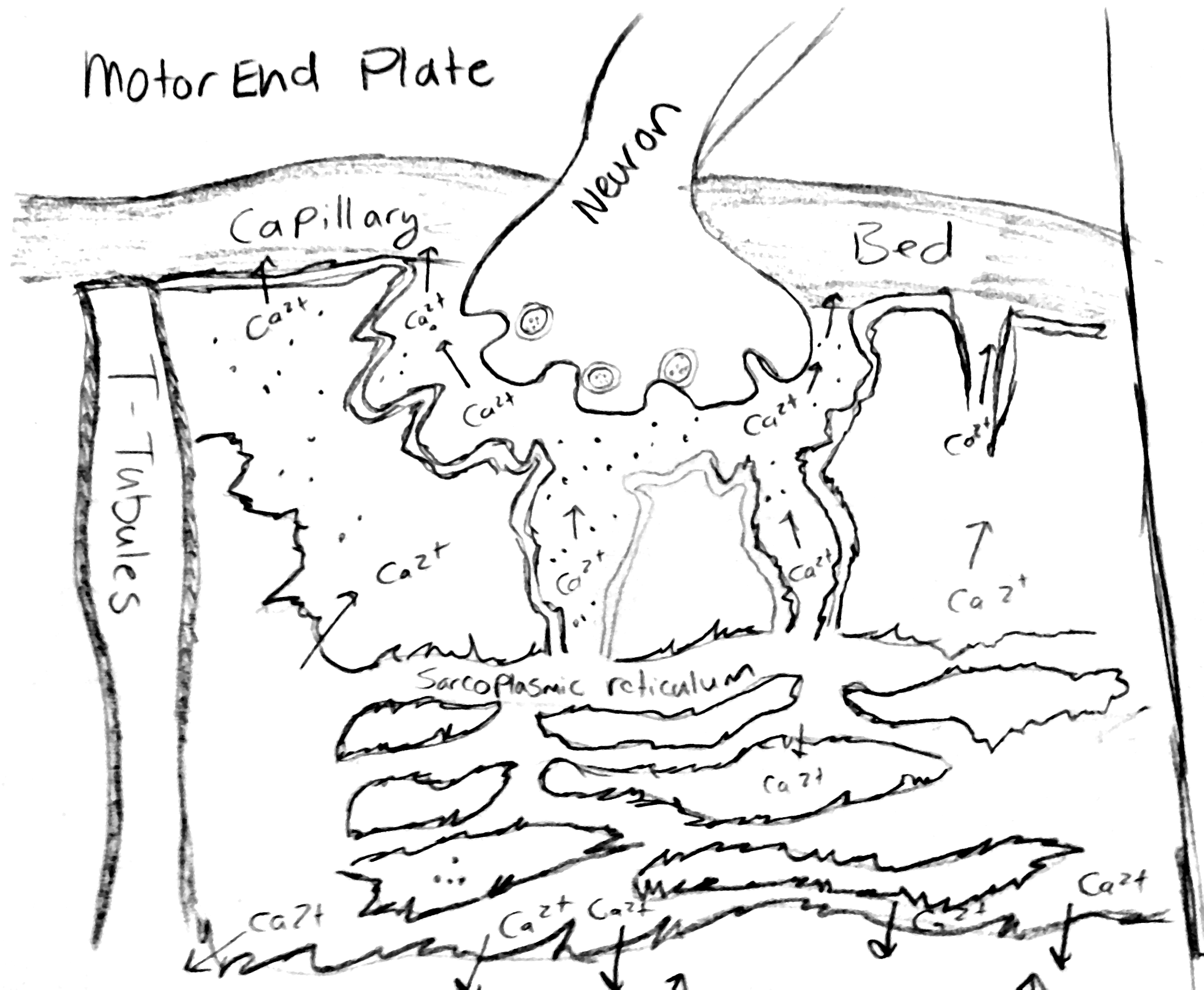
Piastra terminale del motore di una persona con rabdomiolisi

Lo squilibrio ionico provoca l'attivazione di enzimi calcio-dipendenti che degradano ulteriormente le proteine muscolari. Un'alta concentrazione di calcio attiva le cellule muscolari, causando la contrazione del muscolo e inibendo la sua capacità di rilassamento.

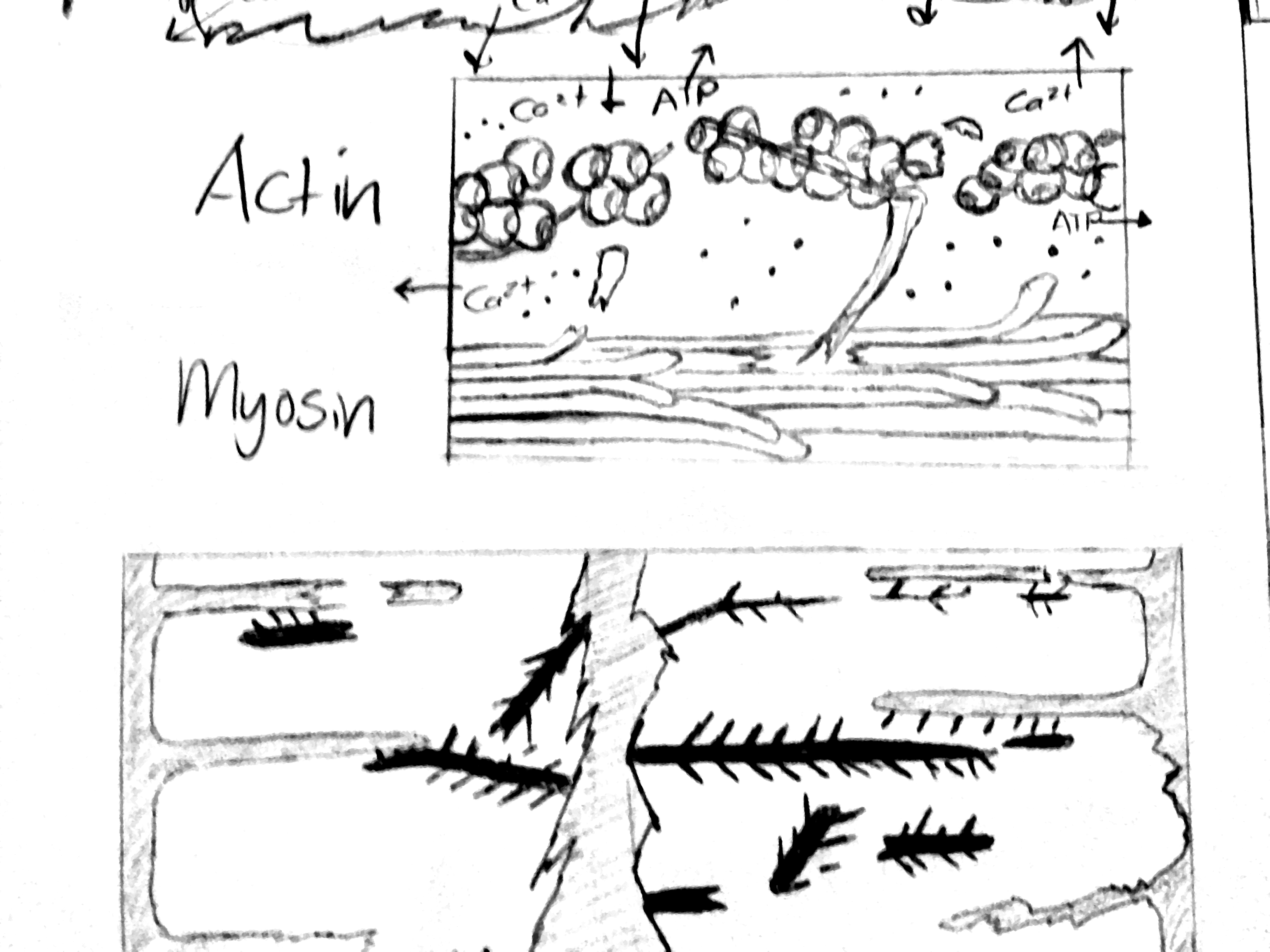
Actina e miosina

L'aumento della contrazione muscolare prolungata porta all'esaurimento dell'ossigeno e dell'ATP con un'esposizione prolungata al calcio. La pompa della membrana cellulare dei muscoli può danneggiarsi permettendo alla mioglobina in forma libera di fuoriuscire nel flusso sanguigno.

### Fisiologia
La rabdomiolisi fa degenerare la miosina e l'actina in proteine più piccole che viaggiano nel sistema circolatorio. Il corpo reagisce aumentando il gonfiore intracellulare al tessuto leso per inviare cellule di riparazione nell'area. Ciò consente alla creatina chinasi e alla mioglobina di fluire dal tessuto in cui viaggia nel sangue fino a raggiungere i reni. Oltre alle proteine rilasciate, grandi quantità di ioni come potassio intracellulare, sodio e cloruro si fanno strada nel sistema circolatorio. Lo ione potassio intracellulare ha effetti deleteri sulla capacità del cuore di generare potenziali d'azione che portano ad aritmie cardiache. Di conseguenza, ciò può influire sulla perfusione periferica e centrale che a sua volta può interessare tutti i principali sistemi organici del corpo.
Quando la proteina raggiunge i reni provoca una tensione sulle strutture anatomiche riducendone l'efficacia come filtro per il corpo. La proteina si comporta come una diga quando si forma in aggregati stretti entrando nei tubuli renali. Inoltre, l'aumento del calcio intracellulare ha un tempo maggiore di legarsi a causa del blocco che consente la formazione di calcoli renali. Di conseguenza, ciò fa diminuire la produzione di urina consentendo all'acido urico di accumularsi all'interno dell'organo. L'aumentata concentrazione di acido consente al ferro della proteina aggregata di essere rilasciato nel tessuto renale circostante. Il ferro quindi elimina i legami molecolari del tessuto circostante che alla fine porterà a insufficienza renale se il danno ai tessuti è troppo grande.

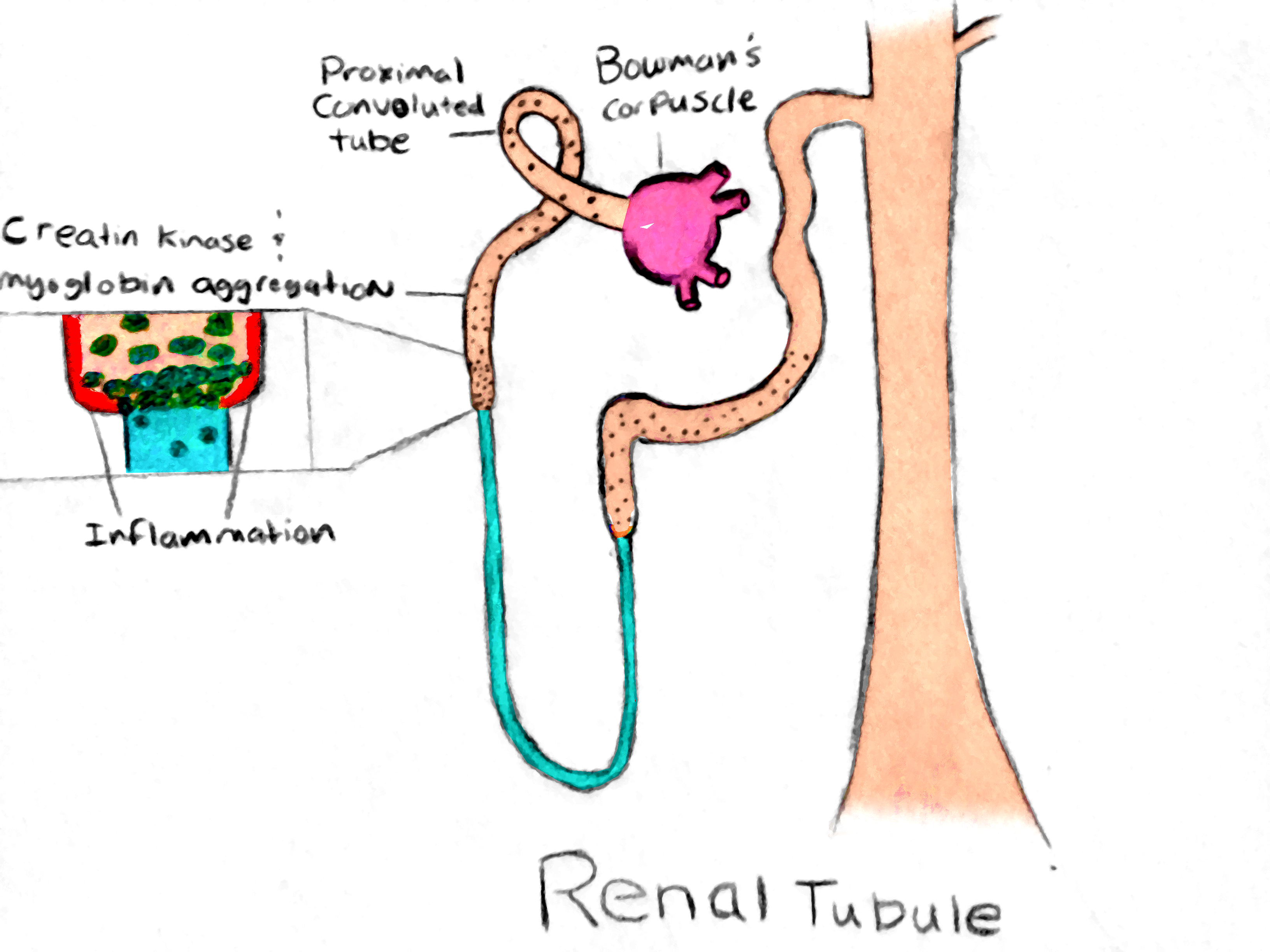
Tubuli renali di rabdomiolisi da sforzo

### Considerazione meccanica
La degenerazione muscolare da rabdomiolisi distrugge i filamenti di miosina e actina nel tessuto interessato. Ciò avvia la naturale reazione del corpo per aumentare la perfusione nell'area consentendo un afflusso di cellule specializzate per riparare la lesione. Tuttavia, il gonfiore aumenta la pressione intracellulare oltre i limiti normali. Mentre la pressione si accumula nel tessuto muscolare, il tessuto circostante viene schiacciato contro il tessuto e l'osso sottostanti. Questa è nota come sindrome compartimentale che porta a una maggiore morte del tessuto muscolare circostante intorno alla lesione.  Man mano che il muscolo muore, il dolore si irradierà dall'area interessata al tessuto compartimentato. Una perdita di movimento per via del gonfiore sarà osservabile nell'arto interessato, insieme alla diminuzione della forza muscolare associata ai muscoli coinvolti dalla perdita di interazione del filamento.

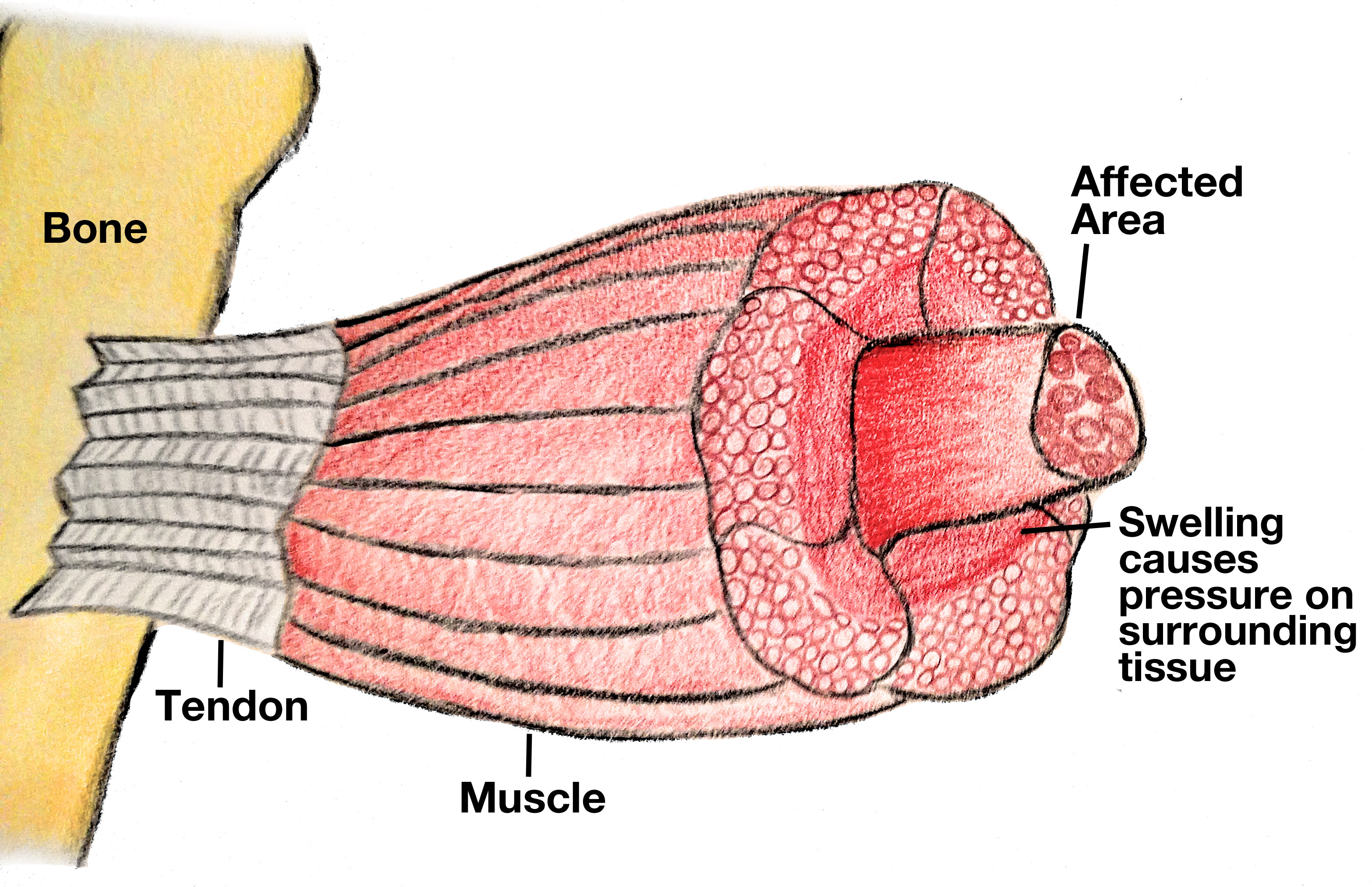
Sindrome compartimentale nei muscoli

La disidratazione è un fattore di rischio comune per la rabdomiolisi da sforzo perché provoca una riduzione del volume del plasma durante lo sforzo. Ciò porta a una riduzione del flusso sanguigno attraverso il sistema vascolare che inibisce la costrizione dei vasi sanguigni.

## Diagnosi
La rabdomiolisi da sforzo, la disgregazione muscolare indotta dall'esercizio che provoca dolore/indolenzimento muscolare, viene comunemente diagnosticata utilizzando il test della mioglobina nelle urine accompagnato da alti livelli di creatina chinasi (CK). La mioglobina è la proteina rilasciata nel flusso sanguigno quando il muscolo scheletrico viene scomposto. Il test delle urine esamina semplicemente se la mioglobina è presente o assente. Quando i risultati sono positivi, l'urina assume normalmente un colore marrone scuro; a ciò farà seguito la valutazione del livello sierico di CK per determinare la gravità del danno muscolare. Livelli di CK sierica superiori a 5.000 U / L che non sono causati da infarto del miocardio, lesioni cerebrali o malattie indicano generalmente un grave danno muscolare che conferma la diagnosi di ER. L'urina è spesso un colore "cola" scuro a causa dell'escrezione dei componenti delle cellule muscolari.

## Prevenzione
I dati militari suggeriscono che il rischio di rabdomiolisi da sforzo può essere ridotto impegnandosi in un esercizio prolungato a bassa intensità, al contrario di un esercizio ad alta intensità per un periodo di tempo più breve. In tutti i programmi atletici, dovrebbero essere presenti tre caratteristiche:
- enfatizzare l'esercizio prolungato di intensità inferiore, al contrario degli esercizi ripetitivi di intensità massima;
- adeguati periodi di riposo e una dieta ricca di carboidrati, per ricostituire le riserve di glicogeno;
- corretta idratazione, per migliorare la clearance renale della mioglobina.[15]

Inoltre, l'esercizio con temperatura e umidità superiori alla media può aumentare il rischio di ER. L'ER può essere evitato aumentando gradualmente l'intensità durante i nuovi regimi di esercizio, adeguatamente idratando, acclimatando ed evitando i diuretici durante i periodi di attività faticosa.

## Trattamento
Dopo la diagnosi di ER, il trattamento viene applicato per 1) evitare la disfunzione renale e 2) alleviare i sintomi. Questo dovrebbe essere seguito dal programma di riabilitazione raccomandato, dalla prescrizione dell'esercizio (ExRx). Il trattamento prevede un'idratazione estesa normalmente effettuata mediante sostituzione del liquido per via endovenosa con somministrazione di soluzione salina normale fino a quando i livelli di CK non si riducono a un massimo di 1.000 U / L. Un trattamento adeguato garantirà l'idratazione e normalizzerà il disagio muscolare (dolore), i sintomi simil-influenzali, i livelli di CK e i livelli di mioglobina affinché il paziente inizi ExRx.
Sebbene al momento manchino prove sufficienti, l'integrazione con una combinazione di bicarbonato di sodio e mannitolo viene comunemente utilizzata per prevenire l'insufficienza renale nei pazienti con rabdomiolisi. Il bicarbonato di sodio alcalina l'urina per impedire la precipitazione della mioglobina nei tubuli renali. Il mannitolo ha diversi effetti, tra cui la vasodilatazione della vascolarizzazione renale, la diuresi osmotica e l'eliminazione dei radicali liberi.

### Recupero
Prima di iniziare qualsiasi forma di attività fisica, l'individuo deve dimostrare un normale livello di funzionamento con tutti i sintomi precedenti assenti. L'attività fisica deve essere controllata da un operatore sanitario in caso di recidiva. Tuttavia, in alcune persone a basso rischio, non è richiesta la supervisione di un medico, a condizione che la persona segua con controlli settimanali. Una corretta idratazione prima di eseguire l'attività fisica e l'esercizio in ambienti freschi e asciutti può ridurre le possibilità di sviluppare un episodio ricorrente di ER.  Infine, è indispensabile monitorare i valori di urina e sangue insieme a un'attenta osservazione per la riqualificazione di eventuali segni o sintomi.
Il programma di recupero si concentra sul condizionamento/ ricondizionamento progressivo dell'individuo e sul miglioramento della mobilità funzionale. Tuttavia, considerazioni speciali prima di partecipare al programma di riabilitazione includono 1) entità della lesione muscolare, se presente 2) livello di preparazione atletica prima dell'incidente e 3) esperienza di allenamento con i pesi. Queste considerazioni speciali collettivamente sono una forma di valutazione della capacità dell'individuo di svolgere attività fisica, che viene infine utilizzata per specificare il progetto ExRx.

## Costi
Il costo effettivo per questa condizione è sconosciuto e dipende anche dal livello della condizione. In alcuni casi ER può portare a insufficienza renale acuta e aumentare i costi medici a causa della necessità di emodialisi per il recupero/trattamento.